# Bloody Roar 4
Bloody Roar 4 es un videojuego de lucha desarrollado por Eighting/Hudson Soft en 2003. Este es el segundo juego de la serie en aparecer en la PlayStation 2, y el único juego en la serie que recibió una calificación M por ESRB, debido a los efectos de la sangre.

## Jugabilidad
Por primera vez en la serie, el indicador de la bestia actúa como su propio medidor separado de la salud. El juego reutiliza los modelos de personajes de Bloody Roar Extreme.

## Recepción
Bloody Roar 4 ha recibido críticas promedio de los críticos, y el sitio web de reseñas agregadas GameRankings asigna una puntuación del 60%.